# Saint Lucia ai Giochi della XXIX Olimpiade
Saint Lucia ha partecipato ai Giochi della XXIX Olimpiade di Pechino, svoltisi dall'8 al 24 agosto 2008, con una delegazione di 4 atleti.

## Atletica leggera
| Gara                             | Atleta          | Qualificazioni | Qualificazioni | Finale | Finale |
| Gara                             | Atleta          | Misura         | Pos.           | Misura | Pos.   |
| -------------------------------- | --------------- | -------------- | -------------- | ------ | ------ |
| Salto con l'asta maschile        | Dominic Johnson | 5,30 m         | 30             |        |        |
| Salto in alto femminile          | Levern Spencer  | 1,85 m         | 27             |        |        |
| Lancio del giavellotto femminile | Erma-Gene Evans | 56,27 m        | 30             |        |        |

## Nuoto
| Gara                 | Atleta            | Batterie | Batterie | Semifinali | Semifinali | Finale | Finale |
| Gara                 | Atleta            | Tempo    | Pos.     | Tempo      | Pos.       | Tempo  | Pos.   |
| -------------------- | ----------------- | -------- | -------- | ---------- | ---------- | ------ | ------ |
| 100 m rana femminili | Danielle Beaubrun | 1'12"85  | 42       |            |            |        |        |